# Agitu Ideo Gudeta
Agitu Ideo Gudeta (Oromo; en amárico: አጊቱ ጉደታ; 1 de enero de 1978 - 29 de diciembre de 2020) fue una agricultora etíope Oromo, empresaria, y ecologista que emigró a Italia como consecuencia de ciertos conflictos resultado de su activismo político contra la apropiación de tierras por parte de los militares para las corporaciones internacionales. Estableció una operación de cría de cabras utilizando la raza indígena Pezzata Mòchena para producir productos lácteos y de belleza. Gudeta se convirtió en un símbolo nacional para la prensa y los políticos del ambientalismo y la exitosa integración de los refugiados en la sociedad italiana. Murió de forma violenta en diciembre de 2020; uno de sus trabajadores temporales fue acusado de violarla y asesinarla.

## Biografía
Agitu Ideo Gudeta nació el 1 de enero de 1978 en Addis Abeba. Aprendió técnicas agrícolas de sus abuelos que vivían en el campo. Gudeta se licenció en sociología por la Universidad de Trento.

## Carrera profesional
Gudeta regresó a Etiopía para trabajar en iniciativas de agricultura sostenible. Lideró proyectos para organizar a los agricultores y reducir la carga de trabajo mediante capacitación, educación y maquinaria. Su objetivo era garantizar ingresos adecuados. Gudeta se convirtió en una activista política involucrada en protestas en Addis Abeba contra la industrialización no regulada y el acaparamiento de tierras por parte del gobierno de Etiopía en nombre de corporaciones internacionales.
Huyendo del conflicto en 2010, Gudeta emigró como refugiada a Trentino. Después de investigar los recursos agrícolas locales, estableció, primero en Val di Gresta y luego en Valle dei Mocheni, "La Capra Felice" (La cabra feliz), una granja de cabras en tierras comunales previamente abandonadas. Aprendió cómo hacer queso de cabra en Francia. Su finca producía productos lácteos y de belleza elaborados con la raza autóctona Pezzata Mòchena. Gudeta comenzó con 15 cabras antes de expandir la operación agrícola a 180 animales en 2018. Su vida y su granja son el tema de un documental de Deutsche Welle. En junio de 2020 abrió su primera tienda, "Bottega della Capra Felice ", en Piazza Venezia (Trento).

## Premios y reconocimientos
Gudeta se convirtió en un símbolo nacional del ambientalismo y la exitosa integración de refugiados en Italia después de ser alabada por la política Emma Bonino. En 2019, fue nominada al premio Luisa Minazzi-Ambientalista del Año por Legambiente. Los medios de comunicación la llamaban a veces "La Regina delle Capre Felici" ("la reina de las cabras felices").

## Vida personal y muerte
A partir de 2020, vivía en un apartamento junto a la iglesia en Plankerhoff, una aldea de habla alemana cerca de Frassilongo. Era amiga de la escritora e intérprete Gabriella Ghermandi.
El 29 de diciembre de 2020, Gudeta, de 42 años, fue asesinada y agredida en su apartamento al ser golpeada en la cabeza con un martillo, y violada mientras agonizaba. Su cuerpo semidesnudo fue descubierto por vecinos tras faltar a una reunión de negocios. Adams Suleiman, un trabajador temporero ghanés de 32 años que había contratado para pastorear su rebaño, fue arrestado y acusado del asesinato.
Después de su dramática muerte, el embajador de Etiopía en Italia, Zenebu Tadesse, viajó a Trentino para colaborar con el Ministerio de Relaciones Exteriores. El Alto Comisionado de las Naciones Unidas para los Refugiados expresó sus condolencias y afirmó que Gudeta "demostró cómo los refugiados pueden contribuir a las sociedades que los acogen... A pesar de su trágico final, ACNUR espera que Agitu Ideo Gudeta sea recordada y celebrada como un modelo de éxito e integración e inspire a los refugiados que luchan por reconstruir sus vidas”.

## Documental
- Elaboración de queso en los Alpes: una historia de integración, Deutsche Welle Documentary - 2019